# Ivan Smolčić
Ivan Smolčić (Gospić, 17 agosto 2000) è un calciatore croato, difensore del Como.

## Biografia
È il fratello gemello del calciatore Hrvoje Smolčić.

## Carriera
Il 3 febbraio 2025 viene acquistato dal Como. Il 7 febbraio esordisce con i lariani da titolare nella partita casalinga contro la Juventus, persa per 1-2. 

## Statistiche

### Presenze e reti nei club
Statistiche aggiornate al 24 maggio 2025.
| Stagione        | Squadra              | Campionato      | Campionato | Campionato | Coppe nazionali | Coppe nazionali | Coppe nazionali | Coppe continentali | Coppe continentali | Coppe continentali | Altre coppe | Altre coppe | Altre coppe | Totale | Totale |
| Stagione        | Squadra              | Comp            | Pres       | Reti       | Comp            | Pres            | Reti            | Comp               | Pres               | Reti               | Comp        | Pres        | Reti        | Pres   | Reti   |
| --------------- | -------------------- | --------------- | ---------- | ---------- | --------------- | --------------- | --------------- | ------------------ | ------------------ | ------------------ | ----------- | ----------- | ----------- | ------ | ------ |
| mar.-apr. 2019  | Rijeka               | 1. HNL          | 1          | 0          | HC              | -               | -               | UEL                | -                  | -                  | -           | -           | -           | 1      | 0      |
| 2019-2020       | Orijent              | 2. HNL          | 14+2       | 2          | -               | -               | -               | -                  | -                  | -                  | -           | -           | -           | 16     | 2      |
| 2020-2021       | Orijent              | 2. HNL          | 31         | 3          | -               | -               | -               | -                  | -                  | -                  | -           | -           | -           | 31     | 3      |
| Totale Orijent  | Totale Orijent       | Totale Orijent  | 45+2       | 5          |                 | -               | -               |                    | -                  | -                  |             | -           | -           | 47     | 5      |
| 2021-gen. 2022  | Rijeka               | 1. HNL          | 0          | 0          | HC              | 2               | 0               | UECL               | 0                  | 0                  | -           | -           | -           | 2      | 0      |
| gen.-giu. 2022  | Hrvatski Dragovoljac | 1. HNL          | 15         | 0          | HC              | -               | -               | -                  | -                  | -                  | -           | -           | -           | 15     | 0      |
| 2022-2023       | Rijeka               | 1. HNL          | 21         | 0          | HC              | 2               | 0               | UECL               | 2                  | 0                  | -           | -           | -           | 25     | 0      |
| 2023-2024       | Rijeka               | 1. HNL          | 30         | 0          | HC              | 4               | 1               | UECL               | 2                  | 1                  | -           | -           | -           | 36     | 2      |
| 2024-feb. 2025  | Rijeka               | 1. HNL          | 18         | 1          | HC              | 1               | 0               | UEL+UECL           | 3+2                | 0                  | -           | -           | -           | 24     | 1      |
| Totale Rijeka   | Totale Rijeka        | Totale Rijeka   | 70         | 1          |                 | 9               | 1               |                    | 9                  | 1                  |             | -           | -           | 88     | 3      |
| feb.-giu. 2025  | Como                 | A               | 9          | 0          | CI              | -               | -               | -                  | -                  | -                  | -           | -           | -           | 9      | 0      |
| Totale carriera | Totale carriera      | Totale carriera | 141        | 6          |                 | 9               | 1               |                    | 9                  | 1                  |             | -           | -           | 159    | 8      |

### Cronologia presenze e reti in nazionale
| Cronologia completa delle presenze e delle reti in nazionale ― Croazia under 21 | Cronologia completa delle presenze e delle reti in nazionale ― Croazia under 21 | Cronologia completa delle presenze e delle reti in nazionale ― Croazia under 21 | Cronologia completa delle presenze e delle reti in nazionale ― Croazia under 21 | Cronologia completa delle presenze e delle reti in nazionale ― Croazia under 21 | Cronologia completa delle presenze e delle reti in nazionale ― Croazia under 21 | Cronologia completa delle presenze e delle reti in nazionale ― Croazia under 21 | Cronologia completa delle presenze e delle reti in nazionale ― Croazia under 21 |
| Data                                                                            | Città                                                                           | In casa                                                                         | Risultato                                                                       | Ospiti                                                                          | Competizione                                                                    | Reti                                                                            | Note                                                                            |
| ------------------------------------------------------------------------------- | ------------------------------------------------------------------------------- | ------------------------------------------------------------------------------- | ------------------------------------------------------------------------------- | ------------------------------------------------------------------------------- | ------------------------------------------------------------------------------- | ------------------------------------------------------------------------------- | ------------------------------------------------------------------------------- |
| 17-11-2022                                                                      | Pola                                                                            | Croazia under 21                                                                | 3 – 1                                                                           | Polonia under 21                                                                | Amichevole                                                                      | -                                                                               | 83’                                                                             |
| 21-11-2022                                                                      | Pola                                                                            | Croazia under 21                                                                | 1 – 1                                                                           | Austria under 21                                                                | Amichevole                                                                      | -                                                                               | 86’                                                                             |
| Totale                                                                          |                                                                                 | Presenze                                                                        | 2                                                                               |                                                                                 | Reti                                                                            | 0                                                                               |                                                                                 |